# Papyrus Deutschland
Die Papyrus Deutschland GmbH & Co. KG (bis 2010 Schneidersöhne Deutschland GmbH & Co. KG) war Teil der portugiesischen Inapa-Gruppe, einer der führenden europäischen Großhandelsgruppen im Papierbereich, die für über 70.000 Kunden in 10 Ländern aktiv ist. Neben grafischen Papieren gehören auch Büropapiere und weitere Verbrauchsmaterialien zum Produktangebot von Papyrus, das durch wertschaffende Servicelösungen ergänzt wird. Inzwischen ist die ehemalige Papyrus Deutschland GmbH & Co. KG zusammen mit der ehemaligen Papier Union GmbH fusioniert. Beide Unternehmen sind heute als Inapa Deutschland GmbH als Teil der portugiesischen Inapa-Gruppe am Markt.

## Geschichte

### Gründung, Expansion durch Filialen
Das Unternehmen wurde im Jahr 1902 von Gottlob Schneider als Papier- und Filzgroßhandlung unter dem Namen G. Schneider & Söhne in Ettlingen gegründet. Im Jahr 1919 wurde die Erste Niederlassung gegründet. 1928 wurden Papier- und Filzgroßhandlung getrennt. 1937 firmierte das Unternehmen als G. Schneider & Söhne k.G. 1940 wurde das Unternehmen in Papierschneider umbenannt. 1965 folgte ein Rechtsformwechsel in die G. Schneider & Söhne GmbH & Co. KG.

### Briefumschlagfabrik
Bereits in 1949 erfolgte die Gründung einer Briefumschlagfabrik in Ettlingen. In den Jahren 1950/51 wurden eigene Büro- und Fabrikgebäude errichtet und ein erstes Sortiment für den Papiergroßhandel eingeführt. Die Briefumschlagfabrik wurde im Jahr 1991 als Schneidersöhne Kuvert GmbH & Co. KG als Tochtergesellschaft rechtlich verselbständigt. Nach der Übernahme von Schneidersöhne durch die Stora Enso Großhandelstochter Papyrus (siehe unten) erfolgt die Umbenennung in Papyrus Kuvert GmbH & Co. KG. 2013 wurde die Unternehmenssparte Kuvert an den Briefumschlaghersteller Mayer-Kuvert-network mit Sitz in Heilbronn verkauft.

### Wachstum durch Übernahmen in Deutschland
Im Jahr 1984 übernahm Schneider zunächst die Papiergroßhandlung Stöckicht & Fricke in Hannover und beteiligte sich an der Spedition Vetter in Ettlingen, bevor es im folgenden Jahr zur Übernahme der Papiergroßhandlung Obst & Co in Berlin kam. Ab 1986 firmierte das Unternehmen als Schneidersöhne Papier. 1987 wurden die beiden Papiergroßhandelsgesellschaften Bauer & Co. mit Sitz in Nürnberg und Carl Lange Nachfolger mit Sitz in Bremen übernommen. Im Jahr 1995 folgte die Übernahme der Papiergroßhandlung Benoit GmbH in Saarbrücken. Die Übernahme der Papiergroßhandlung Kienzerle + Haustein in Ulm erfolgte im Jahr 2000.
Auf eine Beteiligung an der Römerturm Feinstpapier GmbH & Co. KG in Frechen (2003) folgte im Jahr 2004 mit der Classen-Papier GmbH mit Sitz in Essen die Übernahme eines bis dato bedeutenden Wettbewerbers.

### Internationalisierung in Europa
1989 wurden die Papieragentur Schneidersöhne International und mit Schneider Papier Benelux in Holland und der Beteiligung an der Papiergroßhandlung Tschoner in Innsbruck und Wien die ersten internationalen Niederlassungen gegründet. Tschoner wurde später in IT-Papier GmbH umbenannt (1994). Es folgten die Gründungen der Schneidersöhne Papier Prag (1992) der Schneidersöhne Luxemburg GmbH (1993), der Alsace Papier SA (1994) sowie der Eurotrade GmbH als internationales Tradinghaus (1994). Im Jahr 1997 wurden die Schneidersöhne Papier Baltija UAB in Kaunas/Litauen sowie die Schneider Papír Ungarn KFT in Budapest gegründet. Die Alsace Papier SA firmierte nun um in Schneider Papier France S.A.R.L. Im belgischen Temse gründete das Unternehmen die Schneider Papier Benelux B.V.B.A. (2000) und in Verona die Schneider Papier Italia GmbH (2001).

### Kartellverfahren in 1993 und 2004
Im Februar 1993 hat die Landeskartellbehörde Nordrhein-Westfalen gegen das Unternehmen und weitere wesentliche Unternehmen
der Branche wegen der Abstimmung der Verkaufspreise im Lagergeschäft rechtskräftig Geldbußen verhängt.
Im Jahr 2004 verhängte das Bundeskartellamt gegen das Unternehmen und weitere wesentliche Unternehmen
der Branche wegen verbotener Preisabsprachen erneut Geldbußen.

### Entwicklung seit dem Jahr 2005
Im Jahr 2005 veräußert die bis dato als Gesellschafter aktive Familie Schneider das Unternehmen. Schneidersöhne selbst von der Göteborger Großhandelstochter Papyrus AB des finnisch-schwedischen Forst- und Papierkonzerns Stora Enso übernommen (schrittweise Übernahme bis zum 31. Juli 2007). Das Unternehmen war zu dieser Zeit einer der führenden europäischen Papiergroßhändler, betrieb in Deutschland 15 lagerführende Standorte, eigene Tochtergesellschaften im Ausland:
- Belgien
- Frankreich
- Niederlande
- Luxemburg
- Italien
- Schweiz
- Lettland
- Litauen
- Ungarn
- Tschechien

Das Unternehmen erzielte hierbei mit 2.100 Beschäftigten einen Umsatz von 1,1 Mrd. Euro (2004). Schneidersöhne und Papyrus waren mit einem gemeinsamen Absatzvolumen von ca. 1,8 Mio. Tonnen der zweitgrößte Papiergroßhändler in Europa.
Im März 2008 wurde die Muttergesellschaft Papyrus AB vom schwedischen Finanzinvestor Altor Equity Partners übernommen. Schneidersöhne begrüßte die Abkopplung vom Papierhersteller, um gegenüber Kunden wieder neutraler auftreten zu können.
2010 wurde im Zuge der Neuausrichtung des Papyrus Konzerns die Schneidersöhne Deutschland GmbH & Co. KG in Papyrus Deutschland GmbH & Co. KG umbenannt. Im Jahr 2017 wurde die Holdinggesellschaft Papyrus AB in OptiGroup umbenannt, um die Umwandlung des Unternehmens in einen attraktiven Multiproduktvertriebs- und Servicelösungsanbieter zu ermöglichen. Im Jahr 2019 wurde die Papyrus Deutschland GmbH & Co. KG von der Inapa  übernommen.

### Übernahme im Jahr 2019
Am 1. August 2019 erteilte das Kartellamt die Freigabe zur Übernahme durch die portugiesische Inapa Gruppe. Seit dem 1. August 2019 gehört die Papyrus Deutschland Offiziell der Inapa an. Seit dem 1. Juli 2020 ist die ehemalige Papyrus Deutschland zusammen mit der ehemaligen Papier Union GmbH aufgegangen in der Inapa Deutschland GmbH.

## Auszeichnung
Für sein soziales Engagement wurde Papyrus Deutschland im Jahr 2004 mit dem Deutschen Preis für Wirtschaftskommunikation ausgezeichnet.